# Ctenochiton eucalypti
Ctenochiton eucalypti är en insektsart som beskrevs av William Miles Maskell 1895. Ctenochiton eucalypti ingår i släktet Ctenochiton och familjen skålsköldlöss. Inga underarter finns listade i Catalogue of Life.